# The Basic Revenge
The Basic Revenge (TBR) var ett utvecklingspaket för Commodore 64. TBR utvecklades och marknadsfördes av Greve Graphics under åren 1987 och 1988. TBR började som ett internt projekt, att snabba upp den egna spelutvecklingen genom lite bättre verktyg, men ansågs så bra att den 1986 släpptes kommersiellt i USA och Tyskland.
Greve Graphics lär dessutom ha utvecklat The Basic Revenge II för Amiga och Atari ST. Dessa släpptes dock ej kommersiellt då förläggaren hade svårt att få lönsamhet i denna typ av verktyg.

## Komponenter
TBR innehöll följande komponenter:
- Utbyggd BASIC-interpretator (122 nya kommandon/instruktioner)
- Assembler och disassembler
- Komplett Emacs-editor
- DWIM (Do What I Mean - not what i type)
- Spriteeditor
- Samplingsdel för PCM-ljud